# Mark Pappas
Mark Pappas (Avon Lake, ...) è un giocatore di football americano statunitense, di ruolo quarterback.

## Palmarès

### Club
- SM-final: 1

Stockholm Mean Machines: 2022